# Peridroma philippsi
Peridroma philippsi là một loài bướm đêm trong họ Noctuidae.